# 艾瑪·羅伊納·蓋特伍德
艾瑪·羅伊納·蓋特伍德（Emma Rowena Gatewood，婚前姓「考德威爾」（Caldwel）；1887年10月25日—1973年6月4日），她以蓋特伍德奶奶（Grandma Gatewood）之名廣為人知。艾瑪是一名農場主婦、11個孩子的母親以及家庭暴力陰影下的倖存者，在經歷過早年的艱難生活後，67歲的艾瑪於1955年成為首位完成直通遠足2,168英里（3,489公里）阿帕拉契小徑的女性徒步旅行者，以身為美國輕量化健行的先驅而享譽盛名。
在完成首次的徒步之旅後，時隔兩年艾瑪再次走完阿帕拉契小徑全程，並在1964年第三次分階段完成阿帕拉契小徑的路程。除此之外，艾瑪另於1959年沿著奧勒岡小徑徒步了2,000英里（3,200公里）。在她晚年，艾瑪仍持續旅行和徒步健行，並在一段日後成為七葉樹步道的路段上工作。媒體對她遠足壯舉的報導被認為激起了人們對阿帕拉契小徑和徒步旅行的關注與興趣。除了獲得諸多榮譽之外，艾瑪於2012年時被追授進入阿帕拉契小徑名人堂。

## 生平

### 早年生活與教育
艾瑪·羅伊納·蓋特伍德出生於俄亥俄州高卢县古堰鎮區一個擁有15名孩子的大家庭，她的父親休·考德威爾（Hugh Caldwell）是一位農夫，在美國內戰中因傷截肢，此後便沉溺於酗酒和赌博裡，撫養孩子的重擔因此落在艾瑪母親伊芙琳·考德威爾（Evelyn Caldwell）身上。艾瑪和她的兄弟姊妹四人共同睡在小木屋裡的一張床上。雖然她僅接受了八年级程度的正規教育，但艾瑪喜歡閱讀百科全书和古希腊經典，並自學可用作药物和食物的野生动物、林地植物等知識，不僅如此，艾瑪還熱愛寫詩。

### 婚姻與家庭
1907年5月5日，19歲的艾瑪與27歲的佩里·克萊頓·蓋特伍德（Perry Clayton Gatewood）結婚，佩里是一位受過大學教育的小学教師，後來成為種植烟草為生的菸農，兩人育有11個孩子。婚後她的丈夫除了艾瑪原先預期要做的家務之外，還要求她負責焚燒菸田杜絕雜草、建造栅栏和攪拌水泥等繁重的工作。

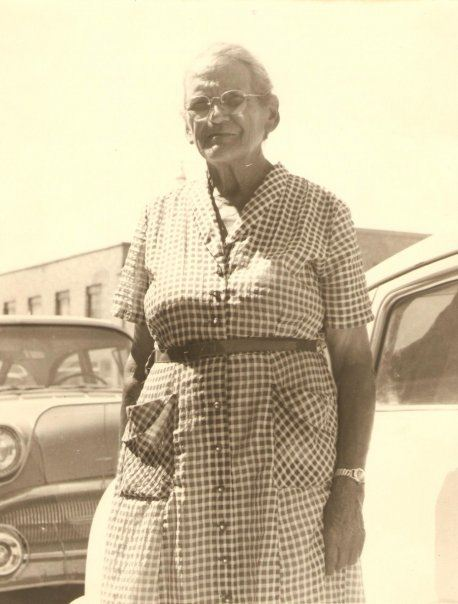
艾瑪·羅伊納·蓋特伍德

儘管佩里在當地鄉村被認為是一名智力高於平均水平的人，但他的脾氣暴躁易怒。結婚後僅幾個月，佩里便開始毆打妻子，此後家庭暴力的惡性行為一直存在於兩人維持婚姻期間。1924年，佩里在某次爭吵中殺死一名男子，因此被判犯下過失致死罪，佩里被勒令向受害者的遺孀支付賠償金，但由於佩里有九個孩子和一座农场需要照顧，為此他獲得缓刑的輕判。據艾瑪日後回憶，她曾多次幾乎遭丈夫痛毆致死，每當丈夫變得暴力時，艾瑪經常跑進樹林中躲藏，在那裡她感受到安詳與寂靜。
1939年，在經歷了另一場暴力的毆打後，佩里設計讓人逮捕他的妻子並將其關入監獄，所幸當地鎮長看到艾瑪的牙齒、肋骨斷裂，好心收留了她，並為她找到一份工作。而後艾瑪於1940年9月提出离婚，並在1941年2月的一次聽證會上作證指控她的丈夫，當時辦理離婚相當困難，艾瑪的丈夫一再威脅要把她送進精神病人收容所，以此作為持續控制她的手段，最終艾瑪的離婚請求獲得批准，艾瑪獲得仍留在家裡三個孩子的撫養權，且佩里需支付她贍養費。
六年後，艾瑪開始從事各種工作，她裝修自家房子，並寫作詩歌。到了1951年時，艾瑪所有的孩子都已成年離家，展開獨立的生活。

### 健行生涯

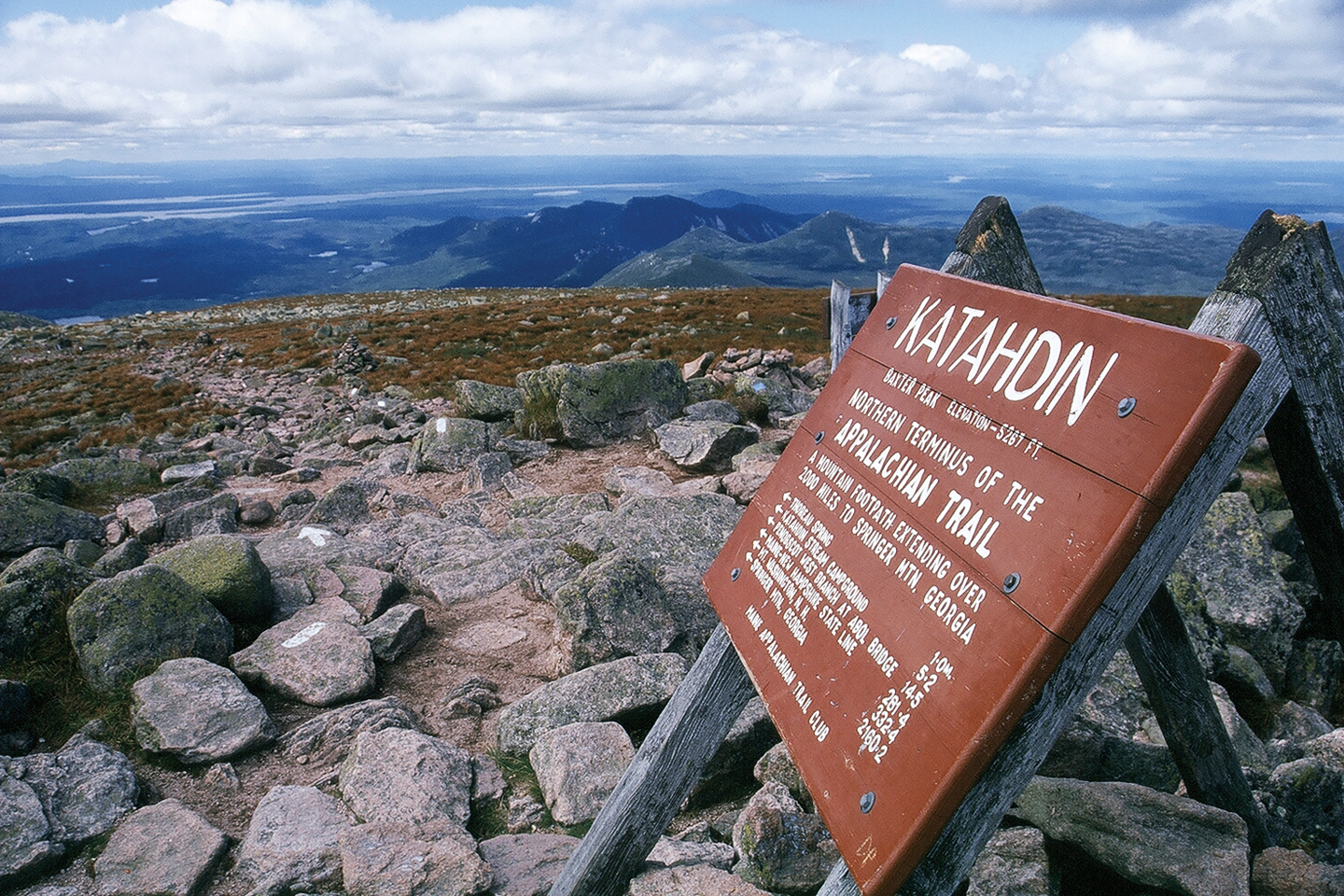
阿帕拉契小徑於卡塔丁山山頂的終點

20世紀50年代初，艾瑪在閱讀一本被丟棄的1949年8月版《國家地理雜誌》時，發現了一篇有關阿帕拉契小徑的文章，文章對小徑的描述和照片令她著迷不已，她覺得自己也可以徒步走完阿帕拉契小徑，所需要的只是「正常的健康身體」且「不需要特殊技能或訓練」。1954年7月，66歲的艾瑪從缅因州卡塔丁山朝南徒步旅行，然而幾天後她便於山中迷路，不僅眼鏡碎裂，所攜的食物也告罄，找到艾瑪的護林員最終說服她返家，而艾瑪則決定不把這次的失敗告訴任何人。
隔年，67歲的艾瑪告訴她成年的孩子們，她要出門走走，孩子們沒有詢問她將前往何方或持續多長時間，因為他們相信堅韌的母親會照顧好自己。這次，她在當年的早些時候出發，從1955年5月3日開始，艾瑪從喬治亞州的奧格爾索普山向北而行，在經歷了漫長的146天後，於9月25日成功抵達終點卡塔丁山，在巴克斯特峰頂（Baxter Peak）上，艾瑪在登記冊上簽下自己的名字，並唱起了《美丽的阿美利加》歌曲的第一節，她大聲說道：「我做到了，我說過我會做到的，我已經做到了！」。
由於《國家地理雜誌》的文章給艾瑪留下了每日探險結束後愜意步行和乾淨小屋的印象，所以她只攜帶少量戶外裝備，沒有帳篷或睡袋，只使用一塊浴簾來擋雨，她畸形的雙腳穿著一雙凱茲帆布鞋，肩上背著一個自家縫製的牛仔布袋子，裡面裝有一本小筆記本、一些衣服和食物。當艾瑪找不到庇護所時，她就睡在一堆樹葉上，於寒冷的夜晚，她會加熱巨大而扁平的石頭作為溫暖的床鋪，當食物耗盡時，就改吃漿果和其餘她所知道的可食用森林植物。

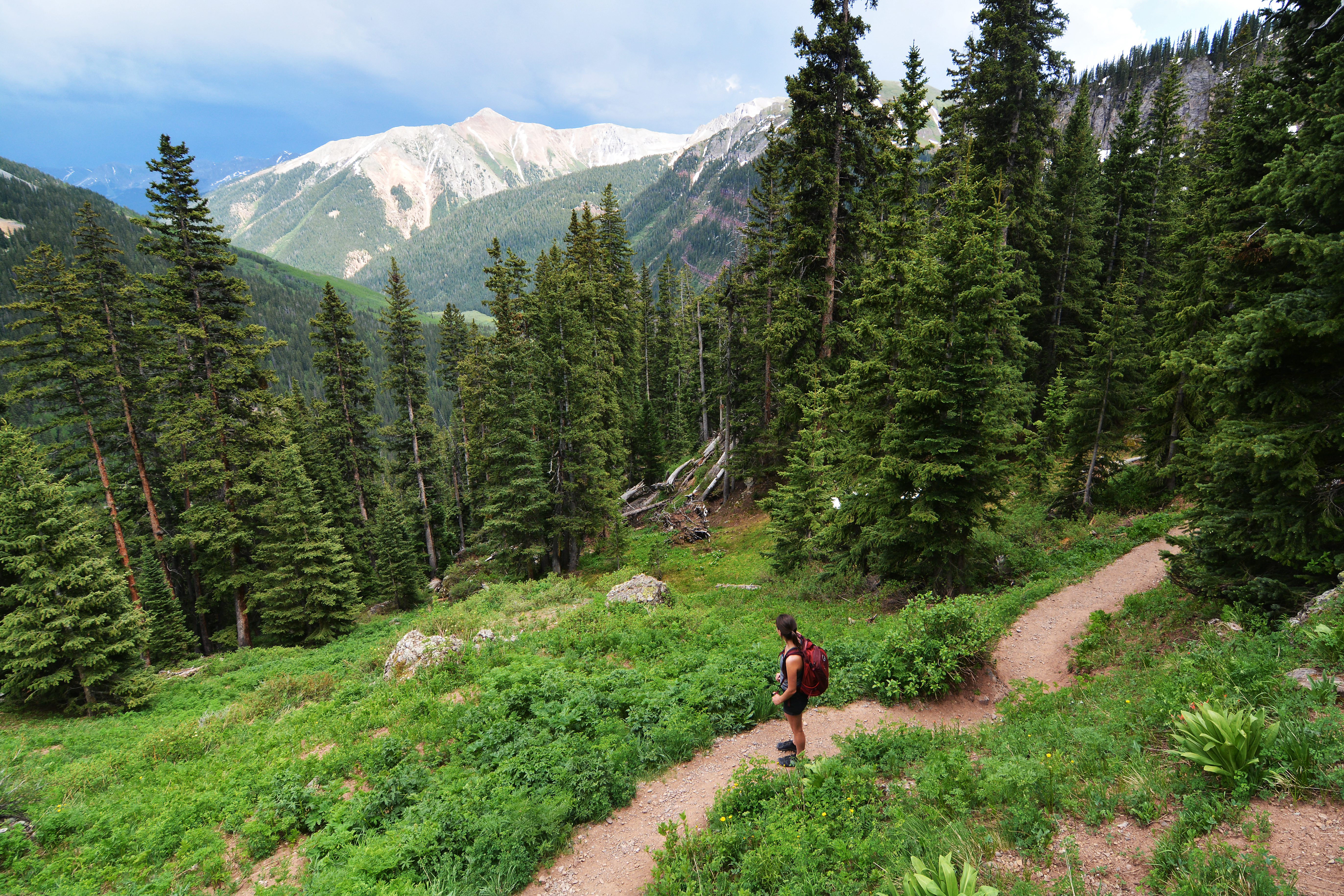
美國媒體對艾瑪的大量報導，勾起許多民眾對徒步旅行的關注，圖為一名正在圣胡安山脉健行的徒步者

六月下旬，當地報紙開始報導有關艾瑪的故事，首先是弗吉尼亚州《羅阿諾克時報》上的一篇文章，隨後《美联社》也跟進針對她在马里兰州期間進行了全國性的報導，並在其抵達康乃狄克州後於《運動畫刊》上發表了一篇文章。這次宣傳使艾瑪在健行結束前就成為名人，她因此經常被認出，獲得大量來自陌生人給予友誼、食物和睡覺地點等幫助的「小徑魔法」（trail magic）。 
首次徒步旅行結束後，《體育畫刊》發表了一篇後續文章，描述她遠足的經歷。據報道，艾瑪起先根據《國家地理雜誌》文章的樂觀描述，讓她認為：「這會是一件很棒的事情，但事實並非如此。」她繼續說道：「這不是小徑，而是一場噩夢，出於某種愚蠢的原因，他們總是帶你越過最碩大的岩石，到達他們所能找到最高聳的山頂。」包括《巴尔的摩太阳报》在內的美國各地報紙都刊登了征服阿帕拉契小徑「快樂小祖母」相關的文章，此外，艾瑪受邀作為新聞和談話電視節目《今日秀》的特別來賓，在戴夫·加羅威主持的電視問答節目「歡迎旅行者」（Welcome Travelers）裡露面，還贏得了200美元，1956年6月，俄亥俄州的美国众议院議員托馬斯·A·詹金斯在國會記錄中講述艾瑪的成就，並宣揚其事蹟。
1957年，艾瑪再次穿越阿帕拉契小徑，她廣泛受邀向學生和各個民間團體講述自身經歷，除此之外，艾瑪還在美國女童軍與四健會成員的營地中與他們共度美好時光。1958年，她又攀登了纽约州阿迪朗达克山脉中的六座山峰。

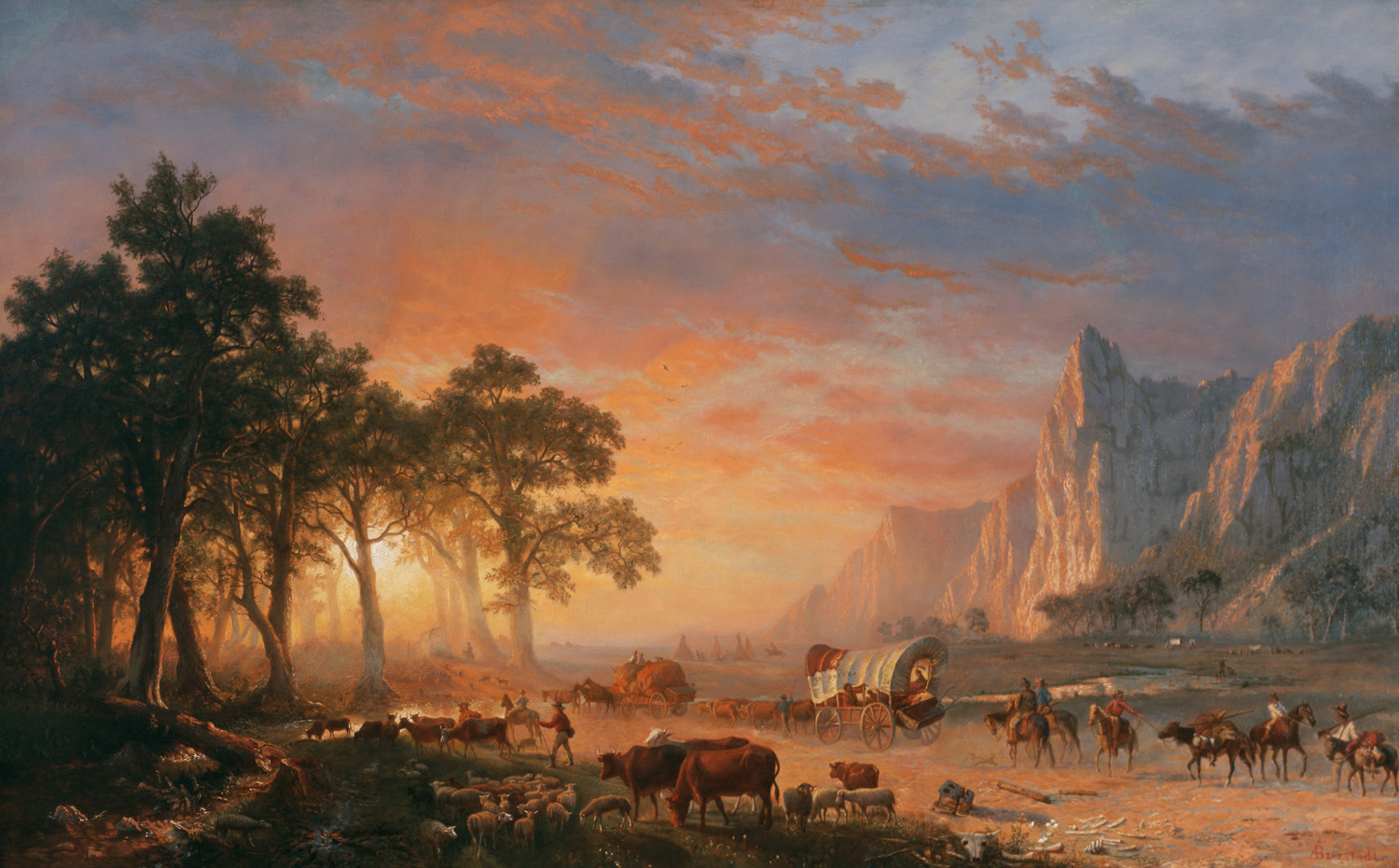
艾瑪決心跟隨拓荒先民的步伐，走完奧勒岡小徑全程，該圖由阿爾伯特·比爾施塔特創作於1869年，描繪早期美國移民正穿越小徑與平原的場景

1959年，71歲的艾瑪受到奧勒岡百年博覽會宣傳的啟發，決定追隨一百多年前那些跟著篷車走完奧勒岡小徑全程的拓荒女性腳步，獨自徒步完成2,000英里（3,200公里）的路程，從密蘇里州獨立城到奧勒岡州波特蘭，她整整花了三個月的時間，平均每天行走22英里（35公里），艾瑪順利抵達波特蘭的當天被宣布為「蓋特伍德奶奶日」，人們熱烈地歡慶她的到來，她獲得許多禮物和榮譽，包括前往好莱坞客串電視節目《家庭聚會》和《你賭上你的生命》。
76歲的艾瑪於1964年完成她第三次的阿帕拉契小徑徒步旅行，這次艾瑪是分段進行，她也因此成為首位三度走完這條小徑全程的人，艾瑪亦被阿帕拉契小徑大會評為最年長的女性全程健行者。
從1967年開始，於每年的一月份，艾瑪都會帶領人們徒步穿越俄亥俄州的霍金山州立公園，全程六英里。1973年，當她進行最後一次徒步旅行時，有超過2,500名徒步旅行者出現。多年來，一年一度的遠足變得越發廣受普羅大眾的喜愛，截至2013年1月，已有4,000多人加入徒步旅行的行列。
當艾瑪八十歲出頭時，她每天會花十個小時或更長時間來清理、標記一條穿過俄亥俄州高盧縣的30英里遠足步道，該條步道日後與七葉樹步道相連在一起。1973年，在艾瑪去世前不久，她拿著一張不限次數的車票進行一次漫長的巴士旅行，造訪了整個美國本土以及加拿大的三個省份。

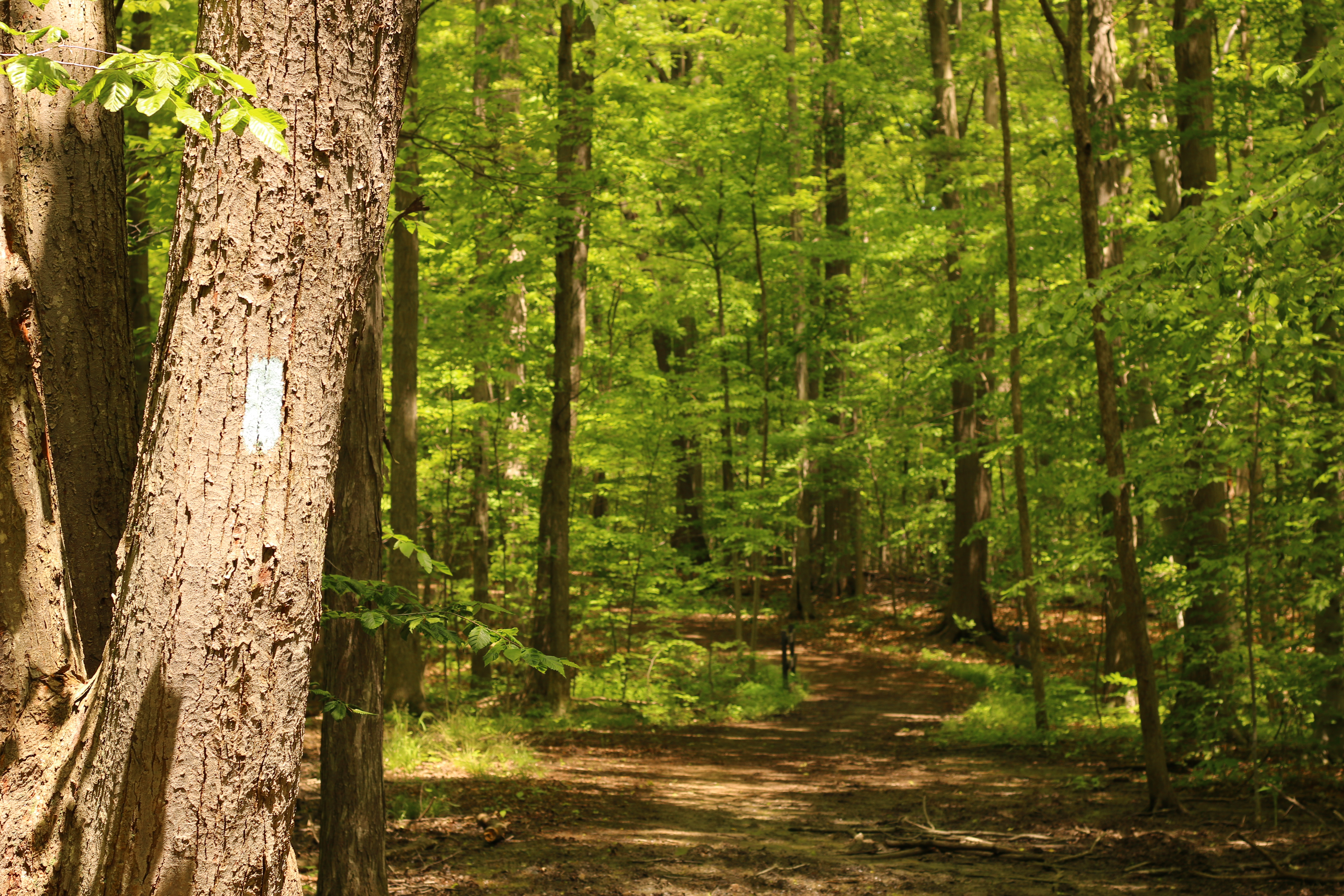
七葉樹步道穿越了俄亥俄州許多風景最優美的地點，例如霍金山地區和凯霍加谷国家公园

艾瑪是國家露營者和徒步旅行者協會（National Campers and Hikers Association）以及羅阿諾克阿帕拉契小徑俱樂部（Roanoke Appalachian Trail Club）的終身會員。她也是七葉樹步道協會（Buckeye Trail Association）的創始成員之一、榮譽董事和終身會員。到了艾瑪生命的盡頭時，她已行走超過14,000英里（23,000公里），相當於繞地球半圈多。

### 死亡與葬禮
高齡85歲時艾瑪因心脏病而去世，當時她尚有一名姐妹仍健在，並且擁有66名在世的後代，其中包括：11名子女、24名孫子女、30名曾孫和1名玄孫。艾瑪的葬禮於沃哈利伍德殯儀館（Waugh-Halley-Wood Funeral Home）舉行，並被埋葬在俄亥俄谷記念花園（Ohio Valley Memory Gardens）裡，其墓碑上簡單地寫著「艾瑪·R·蓋特伍德奶奶」。

## 榮譽與遺產
艾瑪·羅伊納·蓋特伍德在其一生中獲得了無數榮譽，她的遺產透過各種致敬、藝術作品和其他紀念項目得以延續至今。
- 在她人生的最後幾年中，艾瑪獲得了多個獎項，包括俄亥俄州保護獎和州長社區行動獎，在其去世後，俄亥俄州参议院通過了一項紀念她的決議[5]。
- 在俄亥俄州的霍金山州立公園（英语：Hocking Hills State Park）（北部国家风景步道、七葉樹步道和美國探索小徑（英语：American Discovery Trail）重合之處）連接老人洞（Old Man's Cave）、雪松瀑布（Cedar Falls）和灰燼洞（Ash Cave）的六英里路段，於1981年1月被指定為蓋特伍德奶奶紀念步道[5][12][13]。
- 阿帕拉契小徑博物館（英语：Appalachian Trail Museum）設有有關艾瑪的相關展品，2012年6月，她獲選入博物館的阿帕拉契小徑名人堂[14]。
- 艾瑪是多種項目的主題人物，包括叙事節目（2011年）、独幕剧（2013年）以及伊甸谷企業（Eden Valley Enterprises）設計的畫冊[15]。
- 《魔法小徑：蓋特伍德奶奶的故事》（Trail Magic: The Grandma Gatewood Story）是由電影製片人彼得·休斯頓（Peter Huston）所執導，一部獲得艾美奖提名的60分鐘紀錄片，該片在2015年5月首映，並於2016年在公共广播电视公司播出[15][16]。
- 科羅拉多州博爾德的兒童音樂二人組傑夫與佩奇（Jeff & Paige）在他們2015年專輯《威猛之狼》（Mighty Wolf）中發行了一首向艾瑪致敬的歌曲，名為《蓋特伍德奶奶》（Grandma Gatewood）[17]。
- 2016年5月28日，俄亥俄州柴郡（英语：Cheshire, Ohio）、七葉樹步道協會以及俄亥俄州歷史聯繫（英语：Ohio History Connection）共同替艾瑪設立了一座歷史紀念碑，紀念碑背面題有一首名為《大自然的獎賞》（The Reward of Nature）的詩作，據信是由艾瑪在她第一次阿帕拉契小徑徒步旅行期間所寫[18][19]  。
- 2018年，艾瑪的故事在《纽约时报》受忽視的系列中被重新講述，歷史上的一些傑出人物在她們去世時，因過往《紐約時報》是以男性為主要報導對象而未發布讣告，系列詳細描述了艾瑪的健行成就和遭受虐待的家庭生活[2]。
- 艾瑪是蓋特伍德斗篷（Gatewood Cape）的創作靈感來源，該斗篷兼具輕量雨披和庇護所（英语：Shelter）兩種功能[5][20]。
- 《蓋特伍德奶奶去散步》（Grandma Gatewood Took a Walk）於2023年在阿帕拉契戲劇和劇作家節上初次亮相，由凱瑟琳·布希（Catherine Bush）負責朗誦，本劇的完整版隨後於2024年5月12日在峇特劇院（英语：Barter Theatre）正式首演[21]。

## 圖集

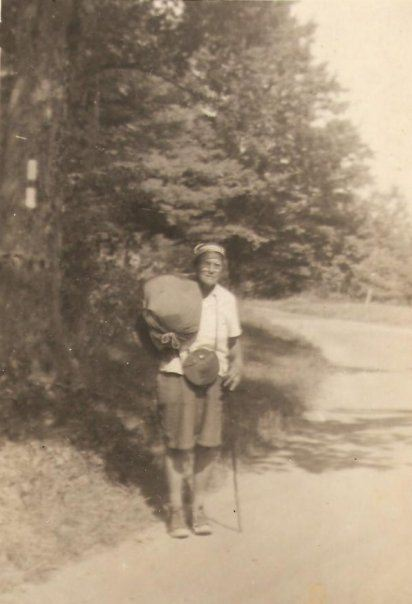
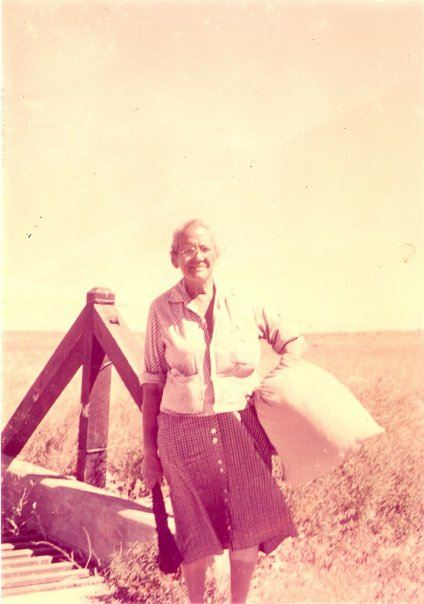
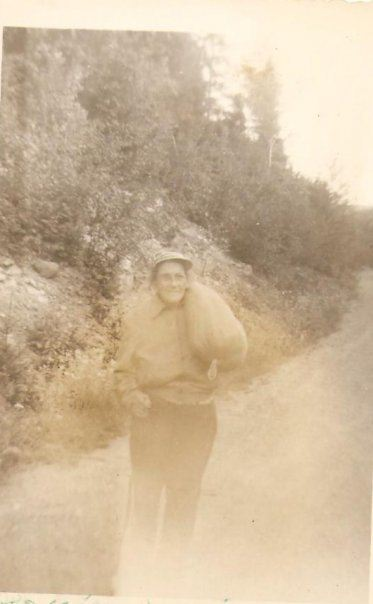

## 傳記
- Montgomery, Ben. . Chicago Review Press. 2014. ISBN 978-1613747186.
- Houts, Michelle. . Ohio University Press. 2016. ISBN 978-0-8214-2235-9.[22]
- Trail Magic: The Grandma Gatewood Story (PBS documentary). Eden Valley Enterprises and FilmAffects.
- Thermes, Jennifer. . New York, NY: Abrams Books for Young Readers. 2018. ISBN 978-1-4197-2839-6.
- Boyer Sagert, Kelly. . Elyria, Ohio: Eden Valley Enterprises. 2012–2015. ISBN 978-1-98-297098-7.
- Seeds Nash, Katherine. . Springboro, Ohio: Braughler Books LLC. 2018. ISBN 9780982218709.
- Seeds Nash, Katherine. . Springboro, Ohio: Braughler Books LLC. 2018. ISBN 9781945091971.

## 外部連結
- Blog about Grandma Gatewood produced by Eden Valley Enterprises
- Description of the 57th Annual Hocking Hills (Ohio) Winter Hike scheduled for January 2022
- Information on the Grandma Gatewood Fall Color Hike at Hocking Hills State Park, Ohio
- 在Find a Grave上的艾瑪·羅伊納·蓋特伍德
- The 1949 National Geographic article that inspired Emma Gatewood to hike the Appalachian Trail 的存檔，存档日期March 4, 2021，.
- Appalachian Trail Histories
- Review on SectionHiker website of the biography Grandma Gatewood's Walk by Ben Montgomery